# Небојша Малбаша
Небојша Малбаша (Београд, 25. јун 1959) бивши је југословенски и српски фудбалер.

## Каријера
Малбаша је дебитовао 1981. године за тада југословенског прволигаша Ријеку. У клубу је остао пет сезона одигравши 131 утакмицу, а потом га је 1986. ангажовао Динамо из Загреба, један од клубова из велике четворке југословенског фудбала. За Динамо је наступао једну сезону, забележио укупно 30 наступа и постигао 5 голова. Након тога је отишао у иностранство и потписао за белгијски клуб Лијеж.
Брзо је постао важан играч у систему игре тренера Робера Васежа, постигавши неколико важних голова. У својој првој сезони постигао је 21 гол у првенству, што га је сврстало на треће место најбољег стрелца сезоне, иза Франциска Северејнса и Марка Дегрисеа. У Лијежу је чинио одличан нападачки двојац са својим сународником Звонком Варгом. Године 1989. Лијеж је завршио на трећем месту табеле. Следеће године је био замена у финалу Купа Белгије. У игру је ушао у 60. минуту када је резултат био 1-1, а око 20 минута касније постигао је победоносни погодак за свој тим против Екерена. То је први, и до сада једини, белгијски куп који је освојио клуб из Лијежа. Учествовао је у Купу УЕФА 1989/90, а клуб две године заредом стизао до четвртфинала у европским такмичењима, други пут у Купу победника купова 1990/91.
Године 1991. РФК Лијеж је продао Малбашу Спортингу Шарлроа, који је водио у то време његов сународник Лука Перузовић. Поновно је играо у финалу Купа Белгије 1993, овога пута против Стандарда из Лијежа. Ипак су поражени на тој утакмици, а његов наступ није прошао незапажено у Стандарду који га је ангажовао у лето 1995. године.
У 36. години играо је углавном као замена за Стандард, где су Марк Вилмоц и Михаел Гусенс имали предност у нападу. Редовно је улазио са клупе и на првенственим утакмицама постигао један гол. Након једне сезоне вратио се у Шарлоа, али овај пут у Олимпик који је наступао у Дивизији 2 белгијског фудбала. Малбаша је убрзо одлучио да заврши играчку каријеру током 1997. године.
Постављен је за помоћног тренера Звонка Варге у РФК Лијежу, убрзо након што је завршио играчку каријеру. На крају сезоне постао је први тренер Олимпика, у којем је остао до 2000. године. Потом се вратио у Лијеж, али је напустио клуб након неколико месеци.
Од тада, Малбаша је кренуо активно да прати омладинска првенства Србије и бави се скаутирањем младих играча.

## Успеси
- ФК Лијеж
  - Куп Белгије: 1990.
- Шарлроа
  - Куп Белгије: финалисти 1993.